# 咲ゆたか
咲 ゆたか（さき ゆたか）は、日本の女性声優。主にアダルトゲームに声をあてている。

## 出演作品

### ゲーム

#### 2000年
- 花暦 はなごよみ（絵里花）

#### 2001年
- Kasumisan＃ -真夏のリフレイン
- Sacrifice 〜制服狩り〜（栗野 真鈴）
- 闇の声（八代 萌）[注 1]

#### 2002年
- 海の女神 空の女神（神嶌 海）
- 神愛 〜shin ai〜（最首）
- メイド イン ドリーム（桜）

#### 2003年
- 藍色ノ狂詩曲 〜Deep Blue Rhapsody〜（彩倉 百合子）
- い・け・な・い 保健室（高岡 椿）
- イシカとホノリ（イシカ）
- いたずらBBQ 〜剥きたてラクロスっ娘喰い放題〜（大島 由美子）
- 乳辱遊戯（栗林 十和子）
- マシーナの輝石 〜オゲレツ大百科外伝〜（イリス、セレスティ）
- 蟲使い（神武 美弥香）

#### 2004年
- 淫乳団地妻（水島 沙耶歌、浦澤 結衣）
- OL狩り 〜濡れたオフィス〜（上野 準、平島 未海）
- 真説 猟奇の檻（渡瀬沙絵、佐々木和美）
- メンアットワーク!3 愛と青春のハンター学園（モニカ・オルブライト）

#### 2005年
- Angel's Feather -黒の残影-
- キミといっしょにデキること3（織梓路 灯里）
- 姦狩 〜凌辱報告書〜（藤ヶ谷 沙紀）
- しすたぁ孕すめんと♪
- 接待倶楽部（朝比奈 優希、甲院 歩）
- 接待媚品 〜巨乳OL達の淫らな午後〜（桜井 千里）
- DEGENERATION
- ヘブンストラーダ（アリス・エト・ツェルフ、マトロナ・シェキーナー）
- 呼びだし! さぶじぇくと 〜幼なじみ姉が保健医〜（志村 咲）

#### 2006年
- あおぞらマジカ!!（スー）
- EXTRAVAGANZA 〜蟲愛でる少女〜（神武 美弥香）[2]
- IZUMO2（八咫）
- 機械仕掛けのイヴ 〜Dea Ex Machina〜（イリア）
- 外道勇者（マリー、イルファ）
- すく〜るヘブン らぶえろハーレム☆ももいろタイフーン（春見 櫻）
- 性奴学艶祭（川本 祐美）
- まいしすっ!☆トゥインクル（高峰 芽衣）
- 夢見師（前田 亜佐美）
- 理由ありの恋人たち（亜紀）

#### 2007年
- 淫行可憐同好会（月代 香織）
- VenusBlood（ユーフィ）
- シャッターチャンス・ラブ（五十嵐 操）
- チアフル!（百合香の母、テニス部部長、元チア部員 A、女子学生 A、観客 B）
- 乳いぢめ -爆乳姉妹狂宴譚-（逸見 しのぶ）
- Hide Mind（春川 伊織）

#### 2008年
- Aion Garden（叶 まどか）
- 天ツ風 〜傀儡陣風帖〜（深鷺）
- イヌミミバーサク（錘木 ゆうろ）
- 淫行おやじと少女（飯田 美里）
- 家政夫鬼平 〜住み込み女子寮で酒池肉林（水原 花梨）
- カラフルウィッシュ 〜12コのマジ★キュン!〜（絵梨）
- 催淫孕ませキーワード「……あぁん、そんなコト言われたら、もう私…わたし…」（桐島 由美）
- 新世紀いじってプリンセス NEXT3 〜魔族姫ラビス降臨〜（ラビス）
- 痴漢車両3号車 〜御常筋線〜（山綱 芙紗）
- シャッターチャンス・ラブ EX（五十嵐 操）
- 人工少女3（M型・公式通販特典）
- 超外道勇者（プライマリー）
- 闘神都市III
- 奴隷将校クラリス -白濁のグローリエ-（レイミ・シュバッツェル）
- ハラマセテ戦乙女（ユーニス）

#### 2009年
- 淫猥調書（美嶋 薫里）
- VenusBlood -DESIRE-（アイディリア）
- エルフの双子姫 ウィランとアルスラ「私はどうなってもいいから、お姉様には手を出さないで……!」（リィル・ミフォルテ）
- エンドリープ 〜降り積もる恋人の記憶〜（深沢 水鳥）
- 巨乳ファンタジー（グラディス・フォン・ワッケンハイム）[3]
- ギリギリ☆すくーぷ2 〜潜入!! 禁断のチアリーディング部〜（香坂 理紗、香坂 美紗）
- 魔法少女ラヴィリオン（海野 あおい）

#### 2010年
- なないろ航路（高千穂 南）
- のーぱんつ!! -NO PANTS!!-（此代 さより）
- 裸の王様（紗月 ゆう奈）
- はれがく!（美桜 悠華）
- 炎の孕ませおっぱい身体測定（生駒 千歳）
- ルーンロオド（ロザリア・エンデューロ）[4]

#### 2011年
- VenusBlood -ABYSS-（アイオン）[5]
- 脅迫3 〜遙かに響く光と影の淫哀歌〜（安藤 レミ）
- 巨乳ファンタジー外伝（グラディス・フォン・ワッケンハイム）
- 初恋予報。（椎名 雪）
- 復讐催眠 〜月の姫君は服従の夢をみるか?〜（アレクト）
- 真希ちゃんとなう。（三条 真希）[6]
- 凌成敗!〜学園美少女制裁秘録〜（白石 闇子[7]）

#### 2012年
- VenusBlood -FRONTIER-（ヨルム）[8]
- 初恋前線。（椎名雪）
- 三極姫2〜天地大乱・乱世に煌く新たな覇龍〜（張飛翼徳[9]、華雄[10]）
- もののけ淫妖譚 こんなに可愛い娘が人間のはずがない!（メフィ）[11]
- すくみず食べ放題（橘 芽衣）[12]
- 祝福の鐘の音は、桜色の風と共に。（北園 紗夜）[13]

#### 2013年
- GEARS of DRAGOON 迷宮のウロボロス（ステラ・カーロ）[14]
- 三極姫3〜天下新生〜（張飛[15]、周瑜[16]、華雄[17]）
- 巨乳ファンタジー外伝2（グラディス・フォン・ワッケンハイム）[18]
- VenusBlood -GAIA-（ララ）[19]

#### 2014年
- 恋する少女と想いのキセキ〜Poupee de souhaits〜（珠璃）
- 学園で時間よ止まれ（ケイティ・真嶋）[20]
- ねこまっしぐら〜ねこみみカフェにようこそ〜（小日向 優奈）[21]
- 花嫁と魔王 〜王室のハーレムは下克上〜（陽ノ狼 スヅカ）[22]
- 南十字星恋歌（砥部 りな、シャリー）
- 武想少女隊ぶれいど☆ブライダーズ（オペ子）[23]
- VenusBlood -HYPNO-（ノエル）[24]

#### 2015年
- ぞく・真希ちゃんとなう。（三条 真希）[25]
- 妖神鎮め 〜少女の決断、御子の決意〜（八目 緑）[26]
- 巨乳ファンタジー デジタルノベライズ版（グラディス・フォン・ワッケンハイム）[27]

#### 2016年
- はにかみCLOVER（岩永 久美子）[28]
- おさこい〜俺と二人の甘々ご奉仕H生活〜（榛名 紗香）[29]
- 真希ちゃんとなう。完結編（三条 真希）[30]
- セクロスフィア（豊田 至恩）[31]
- EXTRAVAGANZA 〜蟲狂編〜（神武 美弥香）[32]
- えろぐっず! Hなおもちゃで快感エンジョイ（佐々村 晴琉）[33]

#### 2017年
- すくーるヘブン らぶえろハーレム☆ももいろタイフーン いんもらるえでぃしょん（春見 櫻）
- VenusBlood -BRAVE-（ジェニ、コローニア）

- 猫忍えくすはーと2
- ドハマリハーレム（高丘 小梅）
- おによめ 鬼娘を嫁にもらって中出し孕ませ子作り♥（うらら）
- VenusBlood:Lagoon（ピアサ＝アルトン）

#### 2019年
- お姉さん先生 ～補習授業のエッチな先生～（体岡 柚月）
- VenusBlood FRONTIER International（ヨルム）

#### 2021年
- 下戸勇者 ～酒は飲まねど酒池肉林!～（女ニンジャ）
- VenusBlood HOLLOW International（ノエル、ドロシー、カヤ）

#### 2023年
- 配信者の頂点に俺はタツ! すべてを奪え!目指せ100万射精!! （雪見 志杏）
- VenusBlood GAIA International（ララ、トゥリア、ノクターンスカラー）[34]

### ソーシャルゲーム
- Quiz of Walkure（ダリアナ、カルア 、メラリーザ）[35]
- ティンクルスターナイツ（九浄リア）

### インターネットラジオ
- 祝福の鐘の音は、桜色の風と共にラジオ 略して祝桜らじお（音泉：2012年8月1日 - 11月21日）[36]